# Gare de Tressin
Gare de Tressin vasútállomás Franciaországban, Tressin településen.

## Vasútvonalak
Az állomást az alábbi vasútvonalak érintik:
- Somain-Halluin-vasútvonal

## Kapcsolódó állomások
A vasútállomáshoz az alábbi állomások vannak a legközelebb:
- Gare d’Anstaing
- Gare d’Ascq